# Rotterdam Open 2000 - Qualificazioni doppio
Le qualificazioni del doppio del Rotterdam Open 2000 sono state un torneo di tennis preliminare per accedere alla fase finale della manifestazione. I vincitori dell'ultimo turno sono entrati di diritto nel tabellone principale. In caso di ritiro di uno o più giocatori aventi diritto a questi sono subentrati i lucky loser, ossia i giocatori che hanno perso nell'ultimo turno ma che avevano una classifica più alta rispetto agli altri partecipanti che avevano comunque perso nel turno finale.
Le qualificazioni del torneo prevedevano 4 coppie partecipanti di cui una è entrata nel tabellone principale.

## Teste di serie
1. Nuno Marques /  Tom Vanhoudt (primo turno)

1. Alberto Martín /  Marat Safin (primo turno)

## Qualificati
1. Dominik Hrbatý  /   Andrei Pavel

## Tabellone

### Legenda
| - Q = Qualificato - WC = Wild card - LL = Lucky loser | - ALT = Alternate - SE = Special Exempt - PR = Protected Ranking | - w/o = Walkover - r = Ritirato - d = Squalificato |

|  | Primo turno | Primo turno                 | Primo turno                 | Primo turno | Primo turno |  |  | Ultimo turno                | Ultimo turno                | Ultimo turno | Ultimo turno | Ultimo turno |  |
|  |             |                             |                             |             |             |  |  |                             |                             |              |              |              |  |
|  |             | Edwin Kempes Peter Wessels  | Edwin Kempes Peter Wessels  | 6           | 6           |  |  |                             |                             |              |              |              |  |
|  | 1           | Nuno Marques Tom Vanhoudt   | Nuno Marques Tom Vanhoudt   | 4           | 4           |  |  | Edwin Kempes Peter Wessels  | Edwin Kempes Peter Wessels  | 3            | 7            | 4            |  |
|  |             | Dominik Hrbatý Andrei Pavel | Dominik Hrbatý Andrei Pavel | 7           | 6           |  |  | Dominik Hrbatý Andrei Pavel | Dominik Hrbatý Andrei Pavel | 6            | 68           | 6            |  |
|  | 2           | Alberto Martín Marat Safin  | Alberto Martín Marat Safin  | 64          | 1           |  |  |                             |                             |              |              |              |  |